# Eurovision Song Contest 2007
Eurovision Song Contest 2007, česky také Velká cena Eurovize 2007 (či jen Eurovize 2007), byl 52. ročník soutěže Eurovision Song Contest, který se konal v Helsinkách ve Finsku, a to díky vítězství finské skupiny Lordi s písní „Hard Rock Hallelujah“ na předchozím ročníku. Soutěž, organizovaná Evropskou vysílací unií (EVU) a finskou stanicí Yleisradio (YLE), se konala v Hartwall Arena. Semifinále se uskutečnilo 10. května 2007, finále o dva dny později. Moderátory obou přenosů byli Jaana Pelkonen a Mikko Leppilampi.
Soutěže se zúčastnilo 42 zemí, což je o tři více oproti předchozímu rekordnímu počtu z roku 2005. Česko a Gruzie se Eurovize zúčastnili poprvé, poprvé jako samostatné státy se soutěže zúčastnily také Srbsko a Černá Hora. Dva státy se do soutěže po roce vrátily, a to Maďarsko a Rakousko, naopak Monako ze soutěže odstoupilo a od této doby se do soutěže nezapojilo.
Vítězem se stala srbská zpěvačka Marija Šerifović s písní „Molitva“. Jednalo se o první vítězství Srbska v soutěži, a to při debutu jako samostatná země.

## Místo konání

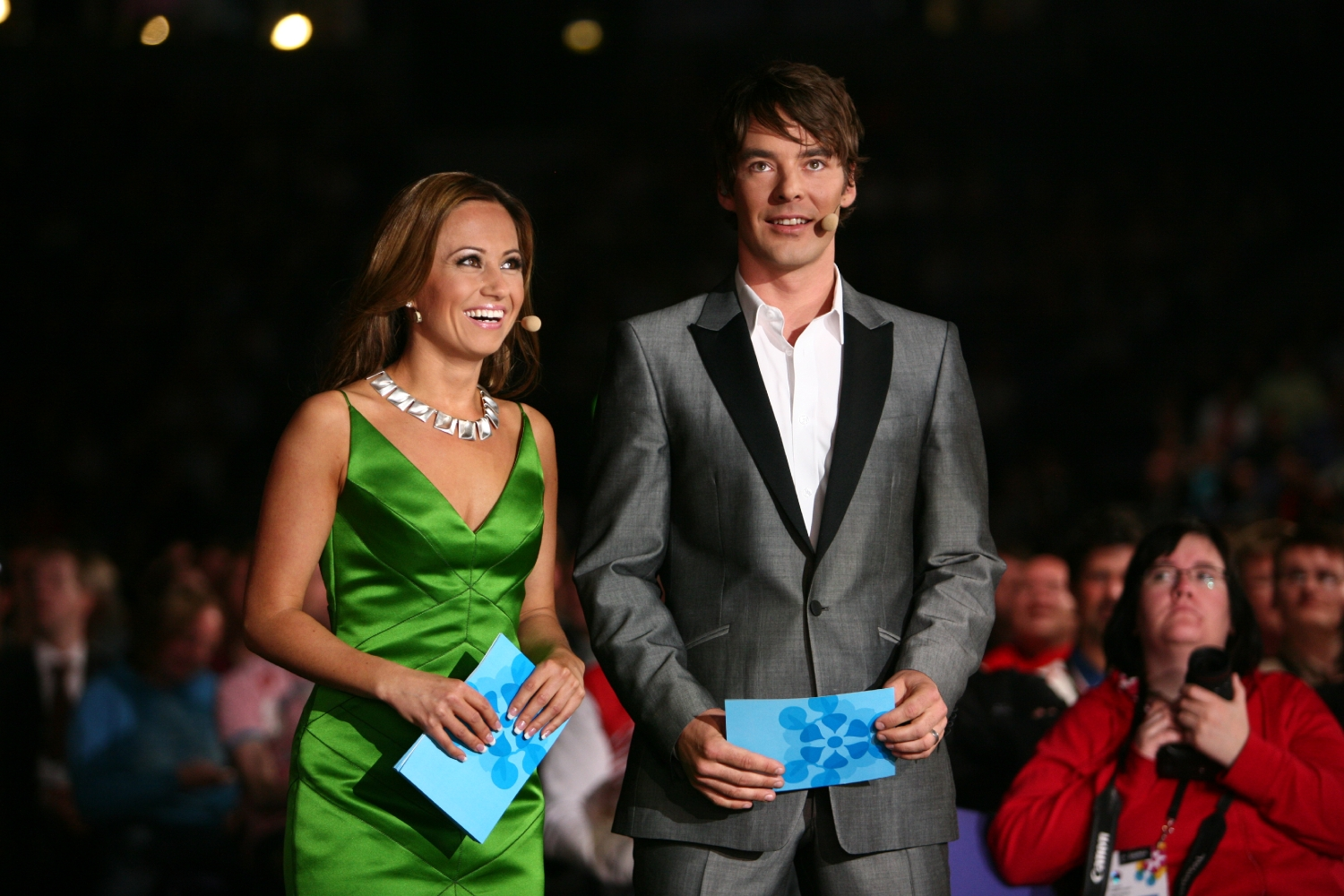
Moderátoři Jaana Pelkonen a Mikko Leppilampi

Kromě hlavního města Finska o pořádání soutěže projevily zájem Espoo, Turku a Tampere. Místem konání Eurovize 2007 byla po vítězství skupiny Lordi na Eurovision Song Contest 2006 v Athénách zvolena Hartwall Arena v Helsinkách. Tato aréna patří mezi největší haly ve Finsku a s kapacitou 10–15 tisíc míst je častým místem konání koncertů (mimo jiné zde vystupovali Andrea Bocelli, Leonard Cohen, Lady Gaga, Celine Dion či Nightwish) i mezinárodních sportovních klání (Mistrovství světa v ledním hokeji 2012 či premiérové zápasy NHL). Primárně je používána jako hokejová aréna. Finský vysílatel YLE uvolnil pro zajištění organizace částku 13 milionů €.

## Rozlosování a hlasovací systém
12. března 2007 bylo rozlosováno pořadí výstupů v semifinále, finále a při závěrečném bodování. Fiálového kola se automaticky účastnily země, které v předešlém roce obsadily nejlepších deset pozic (včetně vítěze) a tzv. Velká čtyřka (Spojené království, Španělsko, Německo a Francie). Zástupci zbylých dvaceti osmi účastnických zemí se museli probojovat semifinálovým kolem. Pět semifinalistů a tři automatičtí finalisti obdrželi divokou kartu, díky které si mohli zvolit své pořadové číslo – tato výsada losováním připadla Rakousku, Andoře, Turecku, Slovinsku, Lotyšsku, Arménii, Ukrajině a Německu.

Během losování byla vyloučena dříve diskutovaná možnost diskvalifikace soutěžní písně Izraele "Push The Button", které byl přisuzován politický motiv. Soutěžní píseň Spojeného království byla zvolena po určeném limitu, britský vysílatel byl však zproštěn postihu ze strany EVU.
Stejně jako v roce 2006 a ve všech následujících ročnících byl finálový systém vyhlašování bodových výsledků jednotlivých zemí následující: 10.–4. místo (1 až 7 bodů) se objevilo na obrazovce, zatímco zástupce ("spokesperson") každé země tři písně s nejvyšším obodováním (8, 10 a 12 bodů). Postupující semifinalisté byli vyhlášeni v náhodném pořadí bez určení výsledku. Při obou večerec bylo hlasovací okno po dobu 15 minut otevřeno po skončení všech soutěžních vystoupení. Po skočení finálového večera byly zveřejněny kompletní výsledky semifinále.
Vysílatelé všech účastnických zemí podle pravidel měli zaručit hlasovací linky pro diváky. V případě technické poruchy měla každá země k dispozici záložní odbornou porotu – tu kvůli kolapsu využily televize Albánie a Andorry.

## Výsledky

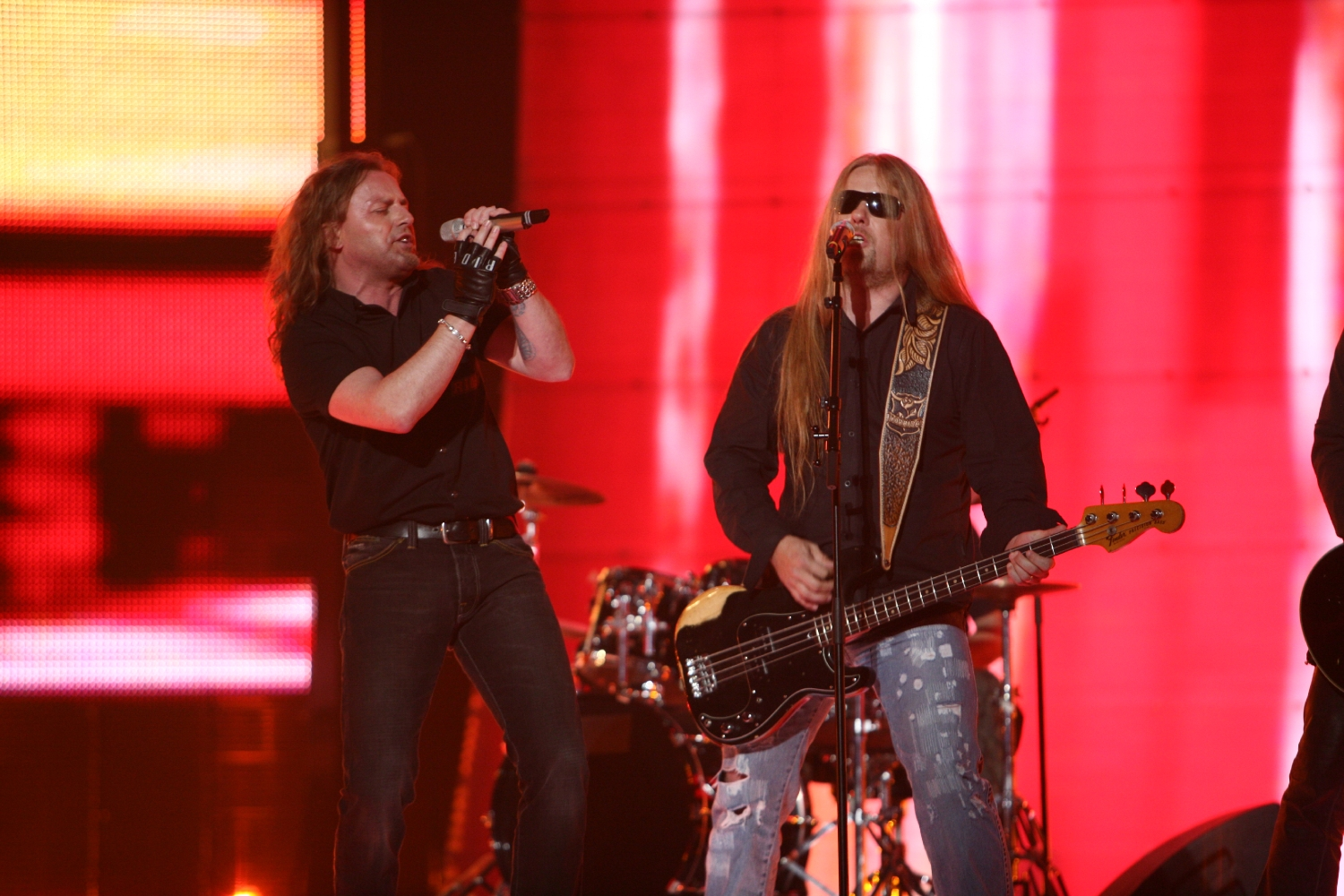
Skupina Kabát reprezentující Českou republiku

### Semifinále
Semifinále se uskutečnilo 10. května 2007 ve 21 hodin místního času. Představilo se v něm 28 zemí, hlasovat ale mohlo všech 42 účastníků ročníku.
| Pořadí | Země        | Interpret                        | Skladba                   | Jazyk                                                 | Umístění | Body |
| ------ | ----------- | -------------------------------- | ------------------------- | ----------------------------------------------------- | -------- | ---- |
| 1.     | Bulharsko   | Elica Todorova & Stojan Jankulov | „Water“                   | bulharština                                           | 6.       | 146  |
| 2.     | Izrael      | Teapacks                         | „Push the Button “        | angličtina, francouzština, hebrejština                | 24.      | 17   |
| 3.     | Kypr        | Evridiki                         | „Comme Ci, Comme Ça“      | francouzština                                         | 15.      | 65   |
| 4.     | Bělorusko   | Koldun                           | „Work Your Magic“         | angličtina                                            | 4.       | 176  |
| 5.     | Island      | Eiríkur Hauksson                 | „Valentine Lost“          | angličtina                                            | 13.      | 77   |
| 6.     | Gruzie      | Sofo Chalvaši                    | „Visionary Dream“         | angličtina                                            | 8.       | 123  |
| 7.     | Černá Hora  | Stevan Faddy                     | „'Ajde, Kroči“            | černohorština                                         | 22.      | 33   |
| 8.     | Švýcarsko   | DJ BoBo                          | „Vampires Are Alive“      | angličtina                                            | 20.      | 40   |
| 9.     | Moldavsko   | Natalia Barbu                    | „Fight“                   | angličtina                                            | 10.      | 91   |
| 10.    | Nizozemsko  | Edsilia Rombley                  | „On Top of the World“     | angličtina                                            | 21.      | 38   |
| 11.    | Albánie     | Frederik Ndoci                   | „Hear My Plea“            | angličtina, albánština                                | 17.      | 49   |
| 12.    | Dánsko      | DQ                               | „Drama Queen“             | angličtina                                            | 19.      | 45   |
| 13.    | Chorvatsko  | Dragonfly & Dado Topić           | „Vjerujem u ljubav“       | chorvatština, angličtina                              | 16.      | 54   |
| 14.    | Polsko      | The Jet Set                      | „Time To Party“           | angličtina                                            | 14.      | 75   |
| 15.    | Srbsko      | Marija Šerifović                 | „Molitva“ (Молитва)       | srbština                                              | 1.       | 298  |
| 16.    | Česko       | Kabát                            | „Malá dáma“               | čeština                                               | 28.      | 1    |
| 17.    | Portugalsko | Sabrina                          | "Dança Comigo“            | portugalština, angličtina, španělština, francouzština | 11.      | 88   |
| 18.    | Makedonie   | Karolina                         | „Mojot svet“ (Мојот свет) | makedonština, angličtina                              | 9.       | 97   |
| 19.    | Norsko      | Guri Schanke                     | „Ven a bailar conmigo“    | angličtina, španělština                               | 18.      | 48   |
| 20.    | Malta       | Olivia Lewis                     | „Vertigo“                 | angličtina                                            | 25.      | 15   |
| 21.    | Andorra     | Anonymous                        | „Salvem el món“           | katalánština, angličtina                              | 12.      | 80   |
| 22.    | Maďarsko    | Magdi Rúzsa                      | „Unsubstantial Blues“     | angličtina                                            | 2.       | 224  |
| 23.    | Estonsko    | Gerli Padar                      | „Partners in Crime“       | angličtina                                            | 22.      | 33   |
| 24.    | Belgie      | The KMG's                        | „Love Power“              | angličtina                                            | 26.      | 14   |
| 25.    | Slovinsko   | Alenka Gotar                     | „Cvet z juga“             | slovinština                                           | 7.       | 140  |
| 26.    | Turecko     | Kenan Doğulu                     | „Shake It Up Şekerim“     | angličtina                                            | 3.       | 197  |
| 27.    | Rakousko    | Eric Papilaya                    | „Get a Life – Get Alive“  | angličtina                                            | 27.      | 4    |
| 28.    | Lotyšsko    | Bonaparti.lv                     | „Questa Notte“            | italština                                             | 5.       | 168  |

### Finále

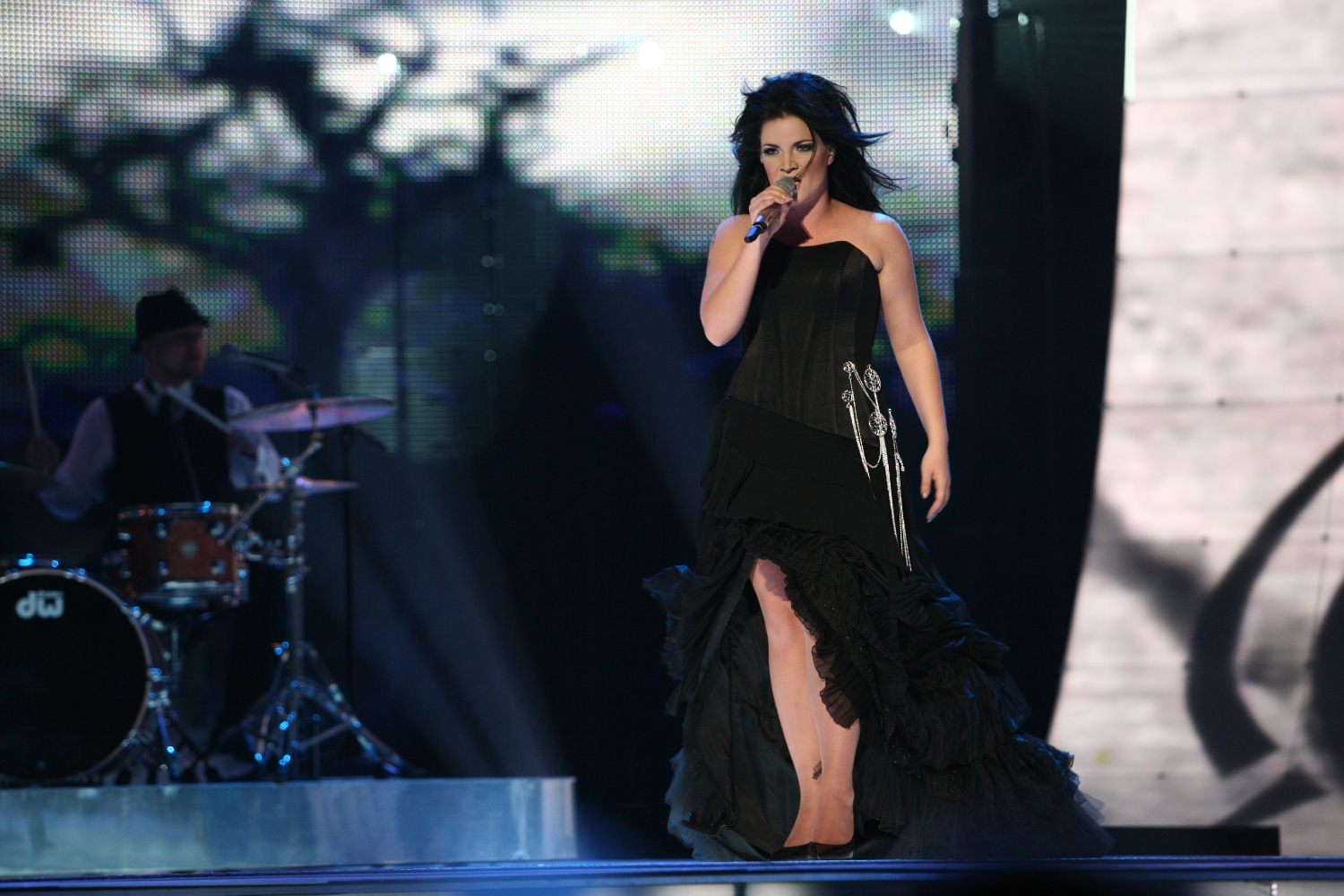
Hanna Pakarinen, reprezentantka pořádajícího Finska

Finále se uskutečnilo 12. května 2007 ve 21 hodin místního času. Zúčastnilo se ho 24 zemí – 10 nejlepších ze semifinála, 10 nejlepších z finále předchozího ročníku a státy z tzv. Velké čtyřky, které do finále postupují automaticky.
| Pořadí | Země                | Interpret                        | Skladba                                      | Jazyk                                                                  | Umístění | Body |
| ------ | ------------------- | -------------------------------- | -------------------------------------------- | ---------------------------------------------------------------------- | -------- | ---- |
| 1.     | Bosna a Hercegovina | Marija Šestić                    | „Rijeka bez imena“ (Ријека без имена)        | bosenština                                                             | 11.      | 106  |
| 2.     | Španělsko           | D'NASH                           | „I Love You Mi Vida“                         | španělština, angličtina                                                | 20.      | 43   |
| 3.     | Bělorusko           | Koldun                           | „Work Your Magic“                            | angličtina                                                             | 6.       | 145  |
| 4.     | Irsko               | Dervish                          | „They Can't Stop The Spring“                 | angličtina                                                             | 24.      | 5    |
| 5.     | Finsko              | Hanna Pakarinen                  | „Leave Me Alone“                             | angličtina                                                             | 17.      | 53   |
| 6.     | Makedonie           | Karolina                         | „Mojot svet“ (Мојот свет)                    | makedonština, angličtina                                               | 14.      | 73   |
| 7.     | Slovinsko           | Alenka Gotar                     | „Cvet z juga“                                | slovinština                                                            | 15.      | 66   |
| 8.     | Maďarsko            | Magdi Rúzsa                      | „Unsubstantial Blues“                        | angličtina                                                             | 9.       | 128  |
| 9.     | Litva               | 4Fun                             | „Love or Leave“                              | angličtina                                                             | 21.      | 28   |
| 10.    | Řecko               | Sarbel                           | „Yassou Maria“ (Γειά σου Μαρία)              | angličtina                                                             | 7.       | 139  |
| 11.    | Gruzie              | Sofo Chalvaši                    | „Visionary Dream“                            | angličtina                                                             | 12.      | 97   |
| 12.    | Švédsko             | The Ark                          | „The Worrying Kind“                          | angličtina                                                             | 18.      | 51   |
| 13.    | Francie             | Les Fatals Picards               | „L'amour à la française“                     | francouzština, angličtina                                              | 22.      | 19   |
| 14.    | Lotyšsko            | Bonaparti.lv                     | „Questa Notte]“                              | italština                                                              | 16.      | 54   |
| 15.    | Rusko               | Serebro                          | „Song #1“                                    | angličtina                                                             | 3.       | 207  |
| 16.    | Německo             | Roger Cicero                     | „Frauen regier'n die Welt“                   | němčina, angličtina                                                    | 19.      | 49   |
| 17.    | Srbsko              | Marija Šerifović                 | „Molitva“ (Молитва)                          | srbština                                                               | 1.       | 268  |
| 18.    | Ukrajina            | Věrka Serďučka                   | „Dancing Lasha Tumbai“ (Dancing Лаша Тумбай) | ukrajinština, ruština, němčina, angličtina                             | 2.       | 235  |
| 19.    | Spojené království  | Scooch                           | „Flying the Flag (for You)“                  | angličtina                                                             | 22.      | 19   |
| 20.    | Rumunsko            | Todomondo                        | „Liubi, Liubi, I Love You“                   | angličtina, italština, španělština, ruština, francouzština, rumunština | 13.      | 84   |
| 21.    | Bulharsko           | Elica Todorova & Stojan Jankulov | „Water“                                      | bulharština                                                            | 5.       | 157  |
| 22.    | Turecko             | Kenan Doğulu                     | „Shake It Up Şekerim“                        | angličtina                                                             | 4.       | 163  |
| 23.    | Arménie             | Hayko                            | „Anytime You Need“                           | angličtina, arménština                                                 | 8.       | 138  |
| 24.    | Moldavsko           | Natalia Barbu                    | „Fight“                                      | angličtina                                                             | 10.      | 109  |

#### Hlasování ve finále
Zástupci jednotlivých zemí vyhlašovali výsledky v následujícím pořadí:
1. Černá Hora
2. Bělorusko
3. Arménie
4. Andorra
5. Rakousko
6. Francie
7. Dánsko
8. Řecko
9. Gruzie
10. Srbsko
11. Finsko
12. Turecko
13. Bosna a Hercegovina
14. Belgie
15. Portugalsko
16. Albánie
17. Rumunsko
18. Kypr
19. Chorvatsko
20. Slovinsko
21. Izrael
22. Německo
23. Litva
24. Norsko
25. Švýcarsko
26. Česko
27. Nizozemsko
28. Irsko
29. Malta
30. Estonsko
31. Polsko
32. Bulharsko
33. Švédsko
34. Ukrajina
35. Rusko
36. Lotyšsko
37. Island
38. Španělsko
39. Moldavsko
40. Spojené království
41. Makedonie
42. Maďarsko

## Tabulky

### Semifinále
| |             | Výsledky hlasování | Výsledky hlasování | Výsledky hlasování | Výsledky hlasování | Výsledky hlasování | Výsledky hlasování | Výsledky hlasování | Výsledky hlasování | Výsledky hlasování | Výsledky hlasování | Výsledky hlasování | Výsledky hlasování | Výsledky hlasování | Výsledky hlasování | Výsledky hlasování | Výsledky hlasování | Výsledky hlasování | Výsledky hlasování | Výsledky hlasování | Výsledky hlasování | Výsledky hlasování | Výsledky hlasování | Výsledky hlasování | Výsledky hlasování | Výsledky hlasování | Výsledky hlasování | Výsledky hlasování | Výsledky hlasování | Výsledky hlasování | Výsledky hlasování | Výsledky hlasování | Výsledky hlasování | Výsledky hlasování | Výsledky hlasování | Výsledky hlasování | Výsledky hlasování | Výsledky hlasování | Výsledky hlasování | Výsledky hlasování | Výsledky hlasování | Výsledky hlasování | Výsledky hlasování | Výsledky hlasování |
| Body |             |                    |                    |                    |                    |                    |                    |                    |                    |                    |                    |                    |                    |                    |                    |                    |                    |                    |                    |                    |                    |                    |                    |                    |                    |                    |                    |                    |                    |                    |                    |                    |                    |                    |                    |                    |                    |                    |                    |                    |                    |                    |                    |                    |
| --- | ----------- | ------------------ | ------------------ | ------------------ | ------------------ | ------------------ | ------------------ | ------------------ | ------------------ | ------------------ | ------------------ | ------------------ | ------------------ | ------------------ | ------------------ | ------------------ | ------------------ | ------------------ | ------------------ | ------------------ | ------------------ | ------------------ | ------------------ | ------------------ | ------------------ | ------------------ | ------------------ | ------------------ | ------------------ | ------------------ | ------------------ | ------------------ | ------------------ | ------------------ | ------------------ | ------------------ | ------------------ | ------------------ | ------------------ | ------------------ | ------------------ | ------------------ | ------------------ | ------------------ |
| Soutěžící | Bulharsko   | 146                |                    | 6                  | 12                 |                    |                    | 3                  | 5                  |                    | 5                  |                    | 1                  |                    | 6                  |                    | 5                  | 10                 | 5                  | 7                  |                    | 3                  |                    | 8                  |                    | 2                  | 3                  | 12                 | 6                  |                    | 1                  | 8                  | 10                 | 10                 | 2                  | 3                  | 1                  | 4                  |                    |                    |                    | 2                  |                    | 6                  |
| Soutěžící | Izrael      | 17                 |                    |                    |                    |                    | 1                  |                    |                    |                    |                    |                    |                    |                    |                    |                    |                    | 2                  |                    |                    |                    |                    |                    |                    | 3                  |                    |                    |                    |                    |                    |                    | 6                  |                    |                    |                    |                    |                    |                    | 4                  |                    |                    |                    | 1                  |                    |
| Soutěžící | Kypr        | 65                 | 7                  | 4                  |                    |                    |                    |                    |                    |                    |                    |                    | 8                  |                    |                    |                    |                    |                    |                    |                    |                    |                    |                    |                    |                    | 5                  |                    |                    |                    |                    | 4                  | 5                  | 12                 |                    |                    |                    | 7                  | 3                  |                    |                    |                    |                    |                    | 10                 |
| Soutěžící | Bělorusko   | 176                | 6                  | 12                 | 10                 |                    | 4                  | 4                  | 4                  |                    | 12                 |                    | 4                  | 1                  |                    | 4                  | 4                  | 5                  | 1                  | 4                  | 3                  | 7                  |                    | 2                  | 7                  |                    |                    | 5                  |                    | 10                 | 12                 |                    | 7                  |                    |                    | 2                  | 3                  |                    | 10                 | 6                  | 3                  | 12                 | 12                 |                    |
| Soutěžící | Island      | 77                 |                    |                    |                    | 3                  |                    | 1                  |                    |                    |                    |                    |                    | 10                 |                    |                    |                    |                    |                    |                    | 12                 |                    |                    | 10                 | 6                  |                    |                    |                    |                    | 6                  |                    |                    |                    |                    | 12                 |                    |                    |                    | 5                  |                    | 12                 |                    |                    |                    |
| Soutěžící |             |                    |                    |                    |                    |                    |                    |                    |                    |                    |                    |                    |                    |                    |                    |                    |                    |                    |                    |                    |                    |                    |                    |                    |                    |                    |                    |                    |                    |                    |                    |                    |                    |                    |                    |                    |                    |                    |                    |                    |                    |                    |                    |                    |
| Soutěžící | Gruzie      | 123                | 3                  | 8                  | 7                  | 8                  |                    |                    |                    |                    | 8                  | 5                  |                    |                    |                    | 3                  |                    |                    |                    |                    |                    |                    |                    |                    | 10                 | 1                  |                    | 10                 |                    | 7                  | 8                  | 4                  | 6                  | 3                  | 4                  |                    |                    |                    | 8                  |                    |                    | 10                 | 10                 |                    |
| Soutěžící | Černá Hora  | 33                 |                    |                    |                    |                    |                    |                    |                    |                    |                    |                    | 7                  |                    | 5                  |                    | 8                  |                    |                    | 3                  |                    |                    |                    |                    |                    |                    | 5                  |                    |                    |                    |                    |                    |                    |                    |                    | 5                  |                    |                    |                    |                    |                    |                    |                    |                    |
| Soutěžící | Švýcarsko   | 40                 |                    |                    | 2                  |                    |                    |                    |                    |                    |                    |                    |                    | 3                  | 1                  |                    |                    |                    |                    |                    |                    | 10                 | 6                  |                    | 2                  |                    | 2                  |                    |                    | 4                  |                    |                    | 2                  |                    |                    |                    |                    | 8                  |                    |                    |                    |                    |                    |                    |
| Soutěžící | Moldavsko   | 91                 | 1                  | 3                  | 6                  | 12                 |                    | 7                  |                    |                    |                    |                    |                    |                    |                    |                    |                    |                    | 12                 |                    |                    |                    |                    |                    |                    |                    |                    | 8                  |                    |                    | 7                  |                    | 3                  | 6                  |                    |                    | 12                 |                    |                    | 2                  |                    | 6                  | 6                  |                    |
| Soutěžící | Nizozemsko  | 38                 |                    | 1                  |                    |                    |                    |                    |                    | 1                  |                    |                    |                    | 4                  |                    |                    |                    |                    | 3                  |                    | 1                  | 8                  | 5                  | 5                  |                    | 10                 |                    |                    |                    |                    |                    |                    |                    |                    |                    |                    |                    |                    |                    |                    |                    |                    |                    |                    |
| Soutěžící |             |                    |                    |                    |                    |                    |                    |                    |                    |                    |                    |                    |                    |                    |                    |                    |                    |                    |                    |                    |                    |                    |                    |                    |                    |                    |                    |                    |                    |                    |                    |                    |                    |                    |                    |                    |                    |                    |                    |                    |                    |                    |                    |                    |
| Soutěžící | Albánie     | 49                 | 2                  |                    |                    |                    |                    |                    | 6                  | 7                  |                    |                    |                    |                    | 3                  |                    |                    |                    |                    | 10                 |                    |                    |                    |                    |                    |                    |                    | 4                  | 3                  |                    |                    |                    | 8                  |                    |                    | 4                  |                    | 1                  |                    |                    |                    |                    |                    | 1                  |
| Soutěžící | Dánsko      | 45                 |                    | 5                  |                    |                    | 8                  |                    |                    |                    |                    | 1                  |                    |                    |                    |                    | 3                  |                    |                    |                    | 4                  | 6                  | 2                  |                    |                    |                    |                    |                    |                    |                    |                    |                    |                    |                    |                    |                    |                    |                    |                    | 5                  | 4                  |                    |                    | 7                  |
| Soutěžící | Chorvatsko  | 54                 |                    |                    |                    |                    |                    |                    | 7                  | 5                  |                    |                    | 3                  |                    |                    |                    | 6                  |                    |                    | 6                  |                    |                    |                    |                    |                    |                    | 8                  |                    | 7                  |                    |                    |                    |                    |                    |                    | 10                 |                    | 2                  |                    |                    |                    |                    |                    |                    |
| Soutěžící | Polsko      | 75                 |                    |                    | 3                  | 5                  | 2                  | 6                  | 1                  |                    |                    |                    |                    | 2                  |                    |                    | 2                  |                    |                    | 2                  |                    |                    | 10                 | 3                  |                    |                    |                    |                    | 4                  | 1                  | 5                  | 3                  |                    |                    |                    |                    |                    | 5                  | 3                  | 10                 |                    | 5                  |                    | 3                  |
| Soutěžící | Srbsko      | 298                | 8                  | 7                  | 8                  | 10                 | 10                 | 8                  | 12                 | 12                 | 6                  | 10                 | 2                  | 6                  | 12                 | 5                  |                    | 12                 | 4                  | 12                 | 8                  | 1                  |                    | 12                 |                    | 4                  | 12                 |                    | 12                 | 2                  | 10                 | 7                  | 5                  | 5                  | 8                  | 12                 | 6                  | 10                 | 1                  | 8                  | 10                 | 8                  | 8                  | 5                  |
| Soutěžící |             |                    |                    |                    |                    |                    |                    |                    |                    |                    |                    |                    |                    |                    |                    |                    |                    |                    |                    |                    |                    |                    |                    |                    |                    |                    |                    |                    |                    |                    |                    |                    |                    |                    |                    |                    |                    |                    |                    |                    |                    |                    |                    |                    |
| Soutěžící | Česko       | 1                  |                    |                    |                    |                    |                    |                    |                    |                    |                    |                    |                    |                    |                    |                    |                    |                    |                    |                    |                    |                    |                    |                    | 1                  |                    |                    |                    |                    |                    |                    |                    |                    |                    |                    |                    |                    |                    |                    |                    |                    |                    |                    |                    |
| Soutěžící | Portugalsko | 88                 |                    |                    | 1                  | 7                  |                    |                    |                    | 8                  | 7                  | 4                  |                    |                    |                    | 10                 | 1                  |                    |                    |                    |                    |                    | 12                 |                    |                    | 3                  | 1                  |                    |                    | 3                  | 6                  | 10                 |                    | 8                  |                    |                    |                    | 7                  |                    |                    |                    |                    |                    |                    |
| Soutěžící | Makedonie   | 97                 | 12                 |                    |                    |                    |                    |                    | 10                 | 6                  |                    |                    | 10                 |                    | 8                  |                    | 10                 | 6                  |                    |                    |                    |                    |                    |                    |                    |                    | 10                 | 6                  | 5                  |                    |                    |                    |                    |                    |                    | 7                  | 2                  |                    |                    |                    | 5                  |                    |                    |                    |
| Soutěžící | Norsko      | 48                 |                    |                    |                    |                    | 7                  |                    | 2                  |                    | 1                  | 3                  |                    | 7                  |                    | 2                  |                    |                    | 2                  |                    |                    | 2                  | 3                  | 1                  | 4                  |                    |                    |                    |                    |                    | 3                  |                    |                    | 4                  | 1                  |                    |                    |                    |                    |                    | 6                  |                    |                    |                    |
| Soutěžící | Malta       | 15                 |                    |                    |                    |                    |                    |                    |                    |                    |                    |                    | 6                  |                    |                    |                    |                    |                    |                    |                    |                    |                    |                    |                    |                    |                    |                    | 7                  |                    |                    |                    |                    |                    |                    |                    |                    |                    |                    |                    |                    |                    |                    |                    | 2                  |
| Soutěžící |             |                    |                    |                    |                    |                    |                    |                    |                    |                    |                    |                    |                    |                    |                    |                    |                    |                    |                    |                    |                    |                    |                    |                    |                    |                    |                    |                    |                    |                    |                    |                    |                    |                    |                    |                    |                    |                    |                    |                    |                    |                    |                    |                    |
| Soutěžící | Andorra     | 80                 |                    | 2                  |                    | 4                  | 6                  |                    |                    |                    |                    |                    |                    |                    | 2                  | 6                  |                    | 7                  | 6                  | 1                  | 2                  |                    |                    |                    | 5                  |                    | 4                  | 2                  |                    |                    |                    |                    | 4                  | 12                 | 5                  |                    |                    |                    | 2                  | 4                  | 2                  |                    | 4                  |                    |
| Soutěžící | Maďarsko    | 224                | 4                  |                    | 4                  | 1                  | 12                 | 10                 |                    | 4                  |                    | 8                  | 5                  | 12                 | 7                  | 8                  | 12                 | 8                  | 10                 |                    | 10                 | 4                  | 4                  |                    | 8                  | 7                  | 6                  | 1                  | 8                  | 8                  |                    | 2                  |                    | 1                  | 10                 | 1                  | 10                 | 6                  | 7                  | 7                  | 8                  | 4                  | 3                  | 4                  |
| Soutěžící | Estonsko    | 33                 |                    |                    |                    |                    |                    | 2                  |                    |                    | 4                  |                    |                    |                    |                    |                    |                    |                    |                    |                    |                    |                    |                    |                    |                    |                    |                    |                    |                    | 12                 |                    |                    |                    |                    | 6                  |                    |                    |                    | 6                  | 3                  |                    |                    |                    |                    |
| Soutěžící | Belgie      | 14                 |                    |                    |                    |                    |                    | 12                 |                    |                    |                    | 2                  |                    |                    |                    |                    |                    |                    |                    |                    |                    |                    |                    |                    |                    |                    |                    |                    |                    |                    |                    |                    |                    |                    |                    |                    |                    |                    |                    |                    |                    |                    |                    |                    |
| Soutěžící | Slovinsko   | 140                | 5                  |                    |                    | 6                  |                    |                    | 8                  |                    | 3                  | 6                  |                    |                    | 10                 | 7                  | 7                  | 4                  | 7                  | 5                  | 5                  | 5                  | 8                  | 7                  |                    | 6                  |                    | 3                  | 2                  | 5                  |                    | 1                  |                    | 7                  |                    | 6                  | 4                  |                    |                    | 1                  |                    | 7                  | 5                  |                    |
| Soutěžící |             |                    |                    |                    |                    |                    |                    |                    |                    |                    |                    |                    |                    |                    |                    |                    |                    |                    |                    |                    |                    |                    |                    |                    |                    |                    |                    |                    |                    |                    |                    |                    |                    |                    |                    |                    |                    |                    |                    |                    |                    |                    |                    |                    |
| Soutěžící | Turecko     | 197                | 10                 |                    |                    |                    | 3                  |                    | 3                  | 10                 | 10                 | 12                 | 12                 | 8                  |                    | 1                  |                    | 1                  |                    | 8                  | 6                  |                    | 7                  | 6                  |                    | 12                 |                    |                    | 10                 |                    | 2                  | 12                 |                    | 2                  | 7                  | 8                  | 8                  | 12                 |                    |                    | 7                  | 1                  | 7                  | 12                 |
| Soutěžící | Rakousko    | 4                  |                    |                    |                    |                    |                    |                    |                    | 3                  |                    |                    |                    |                    |                    |                    |                    |                    |                    |                    |                    |                    | 1                  |                    |                    |                    |                    |                    |                    |                    |                    |                    |                    |                    |                    |                    |                    |                    |                    |                    |                    |                    |                    |                    |
| Soutěžící | Lotyšsko    | 168                |                    | 10                 | 5                  | 2                  | 5                  | 5                  |                    | 2                  | 2                  | 7                  |                    | 5                  | 4                  | 12                 |                    | 3                  | 8                  |                    | 7                  | 12                 |                    | 4                  | 12                 | 8                  | 7                  |                    | 1                  |                    |                    |                    | 1                  |                    | 3                  |                    | 5                  |                    | 12                 | 12                 | 1                  | 3                  | 2                  | 8                  |
| Tabulka je seřazena podle pořadí vystoupení v semifinále a následně pořadí předem určeného (automatičtí finalisté). |             |                    |                    |                    |                    |                    |                    |                    |                    |                    |                    |                    |                    |                    |                    |                    |                    |                    |                    |                    |                    |                    |                    |                    |                    |                    |                    |                    |                    |                    |                    |                    |                    |                    |                    |                    |                    |                    |                    |                    |                    |                    |                    |                    |

### Finále
| |                     | Výsledky hlasování | Výsledky hlasování | Výsledky hlasování | Výsledky hlasování | Výsledky hlasování | Výsledky hlasování | Výsledky hlasování | Výsledky hlasování | Výsledky hlasování | Výsledky hlasování | Výsledky hlasování | Výsledky hlasování | Výsledky hlasování | Výsledky hlasování | Výsledky hlasování | Výsledky hlasování | Výsledky hlasování | Výsledky hlasování | Výsledky hlasování | Výsledky hlasování | Výsledky hlasování | Výsledky hlasování | Výsledky hlasování | Výsledky hlasování | Výsledky hlasování | Výsledky hlasování | Výsledky hlasování | Výsledky hlasování | Výsledky hlasování | Výsledky hlasování | Výsledky hlasování | Výsledky hlasování | Výsledky hlasování | Výsledky hlasování | Výsledky hlasování | Výsledky hlasování | Výsledky hlasování | Výsledky hlasování | Výsledky hlasování | Výsledky hlasování | Výsledky hlasování | Výsledky hlasování | Výsledky hlasování |
| Body |                     |                    |                    |                    |                    |                    |                    |                    |                    |                    |                    |                    |                    |                    |                    |                    |                    |                    |                    |                    |                    |                    |                    |                    |                    |                    |                    |                    |                    |                    |                    |                    |                    |                    |                    |                    |                    |                    |                    |                    |                    |                    |                    |                    |
| --- | ------------------- | ------------------ | ------------------ | ------------------ | ------------------ | ------------------ | ------------------ | ------------------ | ------------------ | ------------------ | ------------------ | ------------------ | ------------------ | ------------------ | ------------------ | ------------------ | ------------------ | ------------------ | ------------------ | ------------------ | ------------------ | ------------------ | ------------------ | ------------------ | ------------------ | ------------------ | ------------------ | ------------------ | ------------------ | ------------------ | ------------------ | ------------------ | ------------------ | ------------------ | ------------------ | ------------------ | ------------------ | ------------------ | ------------------ | ------------------ | ------------------ | ------------------ | ------------------ | ------------------ |
| Soutěžící | Bosna a Hercegovina | 106                |                    |                    |                    |                    |                    | 4                  | 8                  |                    |                    |                    |                    | 6                  | 1                  |                    |                    | 3                  | 8                  |                    |                    |                    |                    | 10                 | 1                  |                    |                    |                    |                    | 7                  | 8                  | 7                  | 8                  | 7                  | 10                 |                    | 4                  |                    | 6                  |                    |                    |                    |                    | 8                  |
| Soutěžící | Španělsko           | 43                 |                    |                    |                    |                    |                    |                    |                    |                    |                    | 1                  |                    |                    | 6                  |                    |                    |                    |                    |                    |                    |                    |                    |                    |                    |                    | 2                  |                    |                    | 4                  | 5                  |                    | 12                 |                    |                    |                    |                    | 8                  |                    | 2                  |                    |                    | 3                  |                    |
| Soutěžící | Bělorusko           | 145                | 4                  |                    |                    |                    |                    | 7                  |                    | 4                  | 7                  | 5                  | 8                  |                    |                    | 8                  | 12                 |                    | 2                  | 12                 |                    | 1                  | 1                  |                    | 10                 | 10                 | 12                 | 6                  | 4                  | 3                  |                    |                    | 2                  |                    |                    | 7                  | 2                  | 1                  |                    | 10                 |                    | 7                  |                    |                    |
| Soutěžící | Irsko               | 5                  |                    |                    |                    |                    |                    |                    |                    |                    |                    |                    |                    |                    |                    |                    |                    |                    |                    |                    |                    |                    |                    |                    |                    |                    |                    |                    |                    |                    |                    |                    | 5                  |                    |                    |                    |                    |                    |                    |                    |                    |                    |                    |                    |
| Soutěžící | Finsko              | 53                 |                    |                    | 1                  |                    |                    |                    |                    |                    | 5                  |                    |                    | 12                 |                    |                    |                    | 1                  |                    |                    |                    |                    |                    |                    |                    |                    |                    |                    | 12                 |                    | 1                  |                    |                    | 4                  |                    |                    |                    |                    | 4                  |                    | 7                  | 6                  |                    |                    |
| Soutěžící |                     |                    |                    |                    |                    |                    |                    |                    |                    |                    |                    |                    |                    |                    |                    |                    |                    |                    |                    |                    |                    |                    |                    |                    |                    |                    |                    |                    |                    |                    |                    |                    |                    |                    |                    |                    |                    |                    |                    |                    |                    |                    |                    |                    |
| Soutěžící | Makedonie           | 73                 | 8                  |                    |                    |                    |                    |                    | 10                 |                    |                    |                    | 1                  |                    |                    |                    |                    |                    | 10                 |                    |                    |                    | 10                 | 1                  |                    |                    |                    |                    |                    | 10                 | 6                  |                    | 3                  |                    | 8                  |                    | 5                  |                    |                    |                    |                    |                    |                    | 1                  |
| Soutěžící | Slovinsko           | 66                 | 7                  | 3                  | 4                  |                    |                    | 6                  |                    |                    | 1                  |                    |                    |                    |                    | 4                  | 3                  |                    | 5                  | 4                  |                    |                    |                    |                    |                    |                    |                    |                    |                    | 8                  |                    |                    |                    |                    | 7                  | 4                  |                    | 3                  |                    | 5                  |                    |                    | 2                  |                    |
| Soutěžící | Maďarsko            | 128                |                    |                    |                    | 5                  | 10                 |                    | 5                  |                    | 4                  |                    | 5                  | 8                  |                    | 5                  |                    | 7                  | 12                 |                    | 2                  | 8                  |                    |                    |                    |                    |                    |                    | 8                  |                    | 3                  | 4                  |                    | 8                  | 4                  | 2                  |                    | 2                  | 8                  | 1                  | 6                  | 4                  | 5                  | 2                  |
| Soutěžící | Litva               | 28                 |                    |                    | 2                  | 12                 |                    |                    |                    |                    |                    |                    |                    |                    |                    | 10                 |                    |                    |                    |                    | 3                  |                    |                    |                    |                    |                    |                    |                    |                    |                    |                    |                    |                    |                    |                    |                    |                    |                    |                    |                    | 1                  |                    |                    |                    |
| Soutěžící | Řecko               | 139                | 3                  | 2                  | 3                  |                    |                    | 3                  |                    | 7                  |                    |                    | 4                  | 4                  | 3                  |                    |                    | 10                 | 4                  |                    | 10                 | 10                 | 12                 | 4                  | 8                  | 6                  | 1                  | 12                 | 5                  |                    | 4                  | 5                  | 7                  | 1                  |                    |                    | 3                  |                    |                    |                    |                    |                    | 8                  |                    |
| Soutěžící |                     |                    |                    |                    |                    |                    |                    |                    |                    |                    |                    |                    |                    |                    |                    |                    |                    |                    |                    |                    |                    |                    |                    |                    |                    |                    |                    |                    |                    |                    |                    |                    |                    |                    |                    |                    |                    |                    |                    |                    |                    |                    |                    |                    |
| Soutěžící | Gruzie              | 97                 | 1                  |                    | 6                  | 1                  | 7                  |                    | 2                  | 2                  | 12                 | 3                  |                    |                    |                    | 6                  | 7                  |                    |                    | 8                  |                    |                    |                    | 5                  | 5                  | 4                  | 6                  | 1                  |                    |                    |                    | 2                  |                    |                    | 2                  | 5                  | 1                  |                    |                    |                    |                    | 5                  | 6                  |                    |
| Soutěžící | Švédsko             | 51                 |                    |                    |                    |                    | 8                  |                    |                    |                    |                    |                    |                    |                    |                    |                    |                    |                    |                    |                    | 7                  |                    |                    |                    |                    |                    |                    |                    | 10                 |                    |                    |                    |                    | 12                 |                    |                    |                    |                    | 12                 |                    | 2                  |                    |                    |                    |
| Soutěžící | Francie             | 19                 |                    |                    |                    |                    |                    |                    |                    |                    | 3                  |                    |                    |                    |                    |                    |                    |                    |                    |                    |                    |                    |                    |                    | 2                  |                    |                    |                    |                    |                    |                    |                    | 4                  |                    |                    |                    |                    |                    |                    |                    | 8                  | 2                  |                    |                    |
| Soutěžící | Lotyšsko            | 54                 |                    |                    |                    | 10                 |                    |                    | 6                  |                    | 10                 |                    |                    |                    |                    |                    |                    |                    |                    |                    | 4                  | 2                  |                    |                    |                    |                    |                    |                    |                    |                    |                    | 3                  |                    |                    | 1                  | 1                  |                    |                    | 3                  | 4                  |                    | 10                 |                    |                    |
| Soutěžící | Rusko               | 207                | 2                  | 4                  | 12                 | 6                  | 3                  | 5                  | 3                  | 6                  | 6                  | 8                  | 7                  | 5                  | 2                  | 7                  |                    | 6                  | 7                  | 10                 | 6                  | 3                  | 5                  | 8                  | 12                 | 8                  | 8                  | 7                  | 1                  | 6                  |                    |                    |                    | 2                  | 3                  | 3                  | 6                  | 4                  | 5                  | 6                  | 3                  | 12                 |                    |                    |
| Soutěžící |                     |                    |                    |                    |                    |                    |                    |                    |                    |                    |                    |                    |                    |                    |                    |                    |                    |                    |                    |                    |                    |                    |                    |                    |                    |                    |                    |                    |                    |                    |                    |                    |                    |                    |                    |                    |                    |                    |                    |                    |                    |                    |                    |                    |
| Soutěžící | Německo             | 49                 |                    | 5                  |                    |                    | 1                  |                    |                    |                    |                    |                    |                    | 1                  |                    |                    |                    |                    |                    |                    | 1                  |                    |                    |                    |                    |                    |                    |                    | 2                  |                    | 7                  | 6                  | 6                  | 5                  |                    |                    |                    |                    |                    |                    | 5                  | 3                  |                    | 7                  |
| Soutěžící | Srbsko              | 268                | 12                 | 1                  | 7                  | 4                  | 12                 | 12                 | 12                 | 12                 |                    | 4                  | 6                  | 10                 | 8                  | 3                  | 5                  | 8                  |                    | 6                  |                    | 6                  | 6                  |                    | 7                  | 5                  | 3                  | 3                  | 7                  | 12                 | 12                 | 8                  | 1                  | 6                  | 12                 | 8                  | 8                  | 5                  | 10                 | 8                  |                    |                    | 7                  | 12                 |
| Soutěžící | Ukrajina            | 235                | 5                  | 7                  | 10                 | 8                  | 6                  | 2                  | 4                  | 3                  | 8                  | 7                  | 10                 | 3                  | 4                  | 12                 | 8                  | 5                  | 3                  |                    | 8                  | 4                  | 3                  | 3                  | 6                  | 7                  | 10                 | 4                  | 6                  | 2                  | 2                  | 1                  |                    | 3                  | 5                  | 12                 | 12                 | 12                 | 2                  | 3                  | 12                 | 8                  | 1                  | 4                  |
| Soutěžící | Spojené království  | 19                 |                    |                    |                    | 7                  |                    |                    |                    |                    |                    |                    |                    |                    |                    |                    |                    |                    |                    |                    |                    |                    |                    |                    |                    |                    |                    |                    |                    |                    |                    |                    |                    |                    |                    |                    |                    |                    |                    | 12                 |                    |                    |                    |                    |
| Soutěžící | Rumunsko            | 84                 |                    | 12                 |                    | 3                  |                    |                    |                    | 8                  |                    | 2                  |                    |                    | 7                  | 1                  | 1                  |                    |                    | 2                  |                    |                    | 2                  | 2                  |                    | 12                 | 7                  | 5                  |                    |                    |                    |                    |                    |                    |                    |                    |                    | 7                  |                    |                    | 10                 |                    |                    | 3                  |
| Soutěžící |                     |                    |                    |                    |                    |                    |                    |                    |                    |                    |                    |                    |                    |                    |                    |                    |                    |                    |                    |                    |                    |                    |                    |                    |                    |                    |                    |                    |                    |                    |                    |                    |                    |                    |                    |                    |                    |                    |                    |                    |                    |                    |                    |                    |
| Soutěžící | Bulharsko           | 157                | 6                  | 10                 |                    |                    | 5                  | 8                  | 7                  | 10                 |                    | 12                 |                    |                    | 5                  | 2                  | 4                  | 4                  | 6                  | 3                  | 5                  | 5                  |                    | 6                  | 4                  | 3                  |                    | 10                 |                    | 5                  |                    |                    |                    |                    | 6                  |                    | 7                  | 6                  |                    | 7                  |                    | 1                  | 4                  | 6                  |
| Soutěžící | Turecko             | 163                | 10                 |                    |                    |                    | 4                  | 10                 |                    | 1                  |                    |                    | 2                  | 7                  | 12                 |                    | 2                  | 12                 |                    | 1                  | 12                 | 7                  | 7                  |                    |                    | 1                  |                    |                    | 3                  | 1                  | 10                 | 12                 | 10                 | 10                 |                    |                    |                    |                    | 7                  |                    |                    |                    | 12                 | 10                 |
| Soutěžící | Arménie             | 138                |                    | 8                  | 5                  |                    |                    |                    |                    |                    |                    | 6                  | 12                 |                    | 10                 |                    | 10                 | 2                  |                    | 5                  |                    |                    | 8                  | 12                 |                    | 2                  | 5                  | 8                  |                    |                    |                    | 10                 |                    |                    |                    | 10                 | 10                 |                    |                    |                    |                    |                    | 10                 | 5                  |
| Soutěžící | Moldavsko           | 109                |                    | 6                  | 8                  | 2                  | 2                  | 1                  | 1                  | 5                  | 2                  | 10                 | 3                  | 2                  |                    |                    | 6                  |                    | 1                  | 7                  |                    | 12                 | 4                  | 7                  | 3                  |                    | 4                  | 2                  |                    |                    |                    |                    |                    |                    |                    | 6                  |                    | 10                 | 1                  |                    | 4                  |                    |                    |                    |
| Tabulka je seřazena podle pořadí vystoupení ve finále a pořadí vystoupení nepostupujících semifinalistů v semifinále. |                     |                    |                    |                    |                    |                    |                    |                    |                    |                    |                    |                    |                    |                    |                    |                    |                    |                    |                    |                    |                    |                    |                    |                    |                    |                    |                    |                    |                    |                    |                    |                    |                    |                    |                    |                    |                    |                    |                    |                    |                    |                    |                    |                    |

#### Dvanáctibodová ocenění
V následující tabulce je přehled dvanáctibodových ocenění, které jednotlivé země ve finále přisoudili soutěžícím:
| Počet | Pro                | Od        |
| ----- | ------------------ | --------- |
| 9     | Srbsko             | \|        |
| 5     | Ukrajina           | \|        |
| 5     | Turecko            | \|        |
| 3     | Rusko              | \|        |
| 3     | Bělorusko          | \|        |
| 2     | Arménie            | Turecko   |
| 2     | Finsko             | Švédsko   |
| 2     | Řecko              | Kypr      |
| 2     | Švédsko            | Norsko    |
| 2     | Rumunsko           | Španělsko |
| 1     | Bulharsko          | Řecko     |
| 1     | Gruzie             | Litva     |
| 1     | Maďarsko           | Srbsko    |
| 1     | Litva              | Irsko     |
| 1     | Moldavsko          | Rumunsko  |
| 1     | Španělsko          | Albánie   |
| 1     | Spojené království | Malta     |

## Navrátivší se umělci
| Interpret        | Země       | Předchozí účast(i)                               |
| ---------------- | ---------- | ------------------------------------------------ |
| Evridiki         | Kypr       | 1992, 1994                                       |
| Eiríkur Hauksson | Island     | 1986 (člen ICY) 1991 (člen Just 4 Fun) ( Norsko) |
| Karolina Gočeva  | Makedonie  | 2002                                             |
| Edsilia Rombley  | Nizozemsko | 1998                                             |

## Vysílání
AustrálieVysílatel SBS odvysílal semifinále a finále 1. dubna 2007 s britským komentářem. Finále sledovalo 436 000 diváků, díky čemuž se pořad stal 20. nejsledovanějším roku 2006–2007.
 ÁzerbájdžánMístní vysílatel AzTv měl zájem účastnit se soutěže, ovšem jejich přihláška do sdružení EVU byla po dlouhém čekání zamítuta. Televize ÍTV již poněkolikáté odvysílala přenos soutěže a jako jediný neúčastnící se vysílatel vyslala do místa konání soutěže své komentátory. O rok později prostřednictvím ITV Ázerbájdžán na soutěži debutoval.
 ItálieItalský vysílatel RAI se v období 1998–2010 soutěže neúčastnil z důvodu nezájmu diváků (přestože ročník 1991 v Římě sledovalo 6 000 000 diváků). Přenos soutěže odvysílal místní nezávislý kanál zaměřující se na LGBT menšinu.
 MonakoVysílatel TMC soutěž odvysílal poté, co se z ní v prosinci 2006 stáhnul. Přes prohlášení, že se Monako možná zúčastní následujícího ročníku se země mezi účastníky nenavrátila.
Mezinárodní vysíláníEurovize 2007 byla odvysílána živě přes satelit internetovým vysíláním řady evropských veřejnoprávních televizů. Současně oficiální web soutěže nabídl live stream.